# گروندویلر
گروندویلر (به فرانسوی: Grundviller) یک کمون در فرانسه است که در Canton of Sarreguemines-Campagne واقع شده‌است.

## خصوصیات
گروندویلر ۶٫۲۷ کیلومترمربع مساحت و ۵۱۴ نفر جمعیت دارد.